# ドルトムントの人物
本項は、ドルトムント出身の主な人物およびゆかりの人物の一覧である。

## 出身者

### 13世紀から18世紀
- コンラート・フォン・ゾースト（ドイツ語版、英語版）（1370年頃 - 1422年以後）画家。
- フリードリヒ・アルノルト・ブロックハウス（ドイツ語版、英語版）（1772年 - 1823年）企業家。製鋼業者 F.A.ブロックハウスの創始者、ブロックハウス百科事典の出版者。

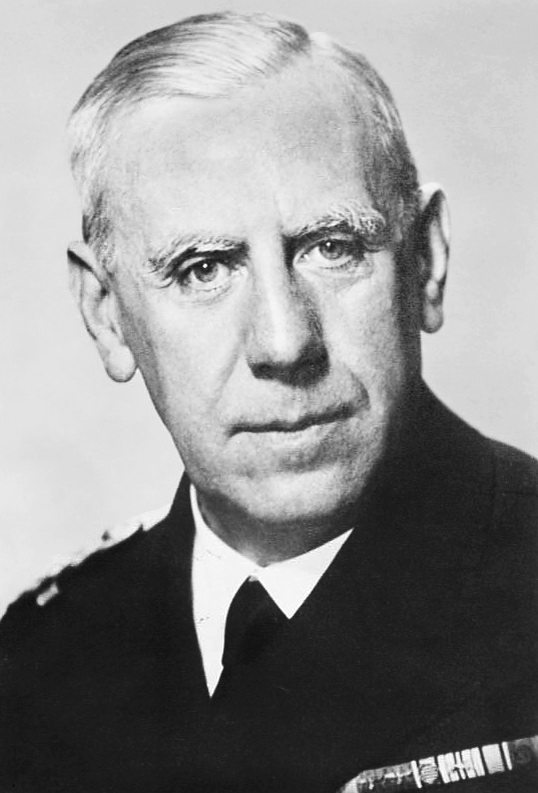
ヴィルヘルム・カナリス

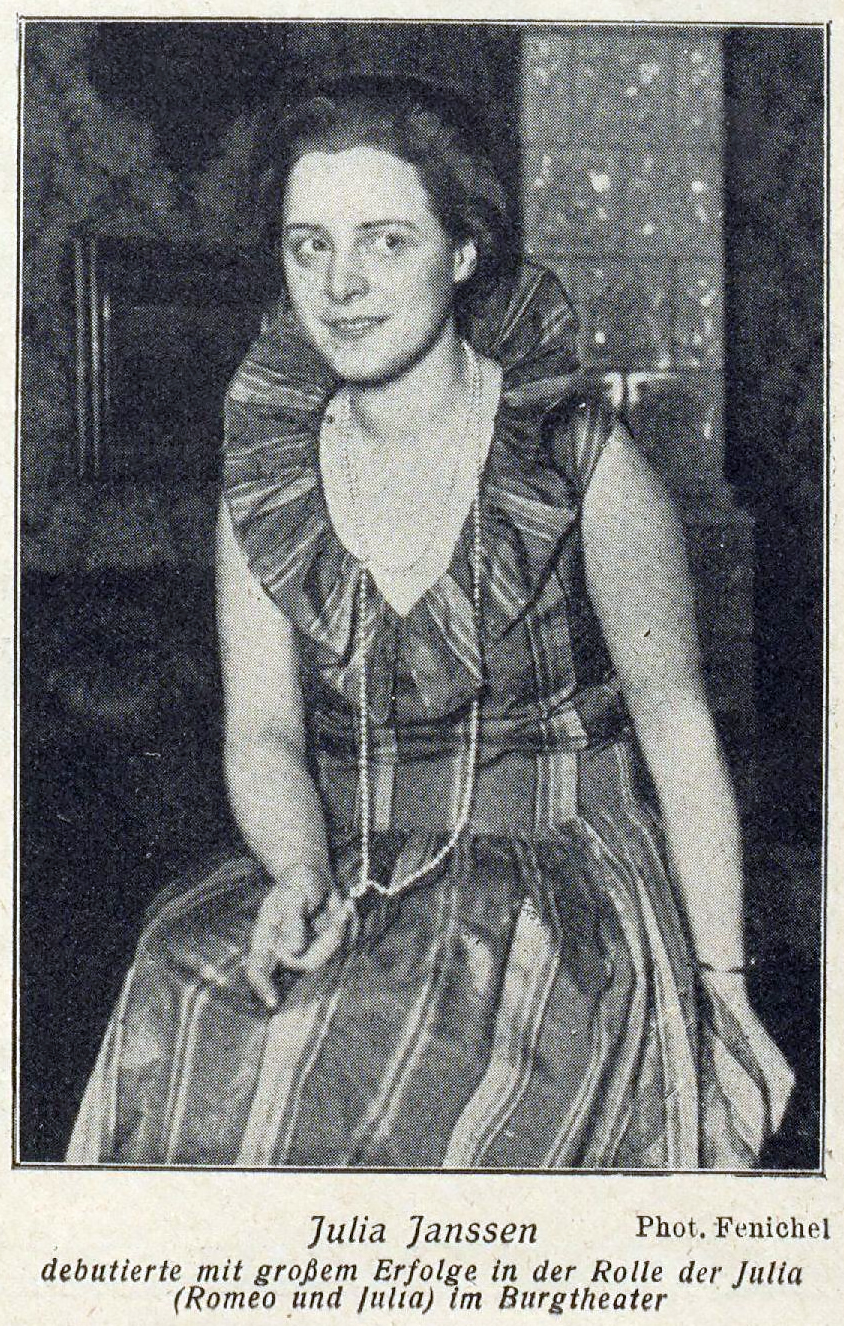
ユリア・ヤンセン

### 19世紀
- ヨーゼフ・クロイトゲン（ドイツ語版、英語版）（1811年 - 1883年）神学者。
- フリッツ・アネケ（ドイツ語版、英語版）（1818年 - 1872年）革命家。プロイセンおよびアメリカ合衆国の軍司令官。
- ヴィルヘルム・リュプケ（ドイツ語版、英語版）（1826年 - 1893年）美術史家
- エドゥアルト・デーレン（1848年 - 1923年）画家、著述家。
- アグネス・ノイハウス（1854年 - 1944年）政治家。
- カール・ゴドレフスキ（1862年 - 1949年）ピエロ、アクロバット、バレエ教師、ダンス教師、振付師。
- グスタフ・リッケルト（ドイツ語版、英語版）（1862年 - 1946年）俳優、演出家。
- アルベルト・フリードリヒ・シュペール（ドイツ語版、英語版）（1863年 - 1947年）建築家。
- オットー・ヒュー（1868年 - 1922年）労働組合活動家、政治家。
- ヴィルヘルム・シュミット（1868年 - 1954年）民族学者、言語学者。カトリックの修道士でもあった。
- ヘドヴィヒ・ドランスフェルト（ドイツ語版、英語版）（1971年 - 1925年）フェミニズム活動家、政治家、作家。
- パウル・グレプナー（ドイツ語版、英語版）（1871年 - 1933年）植物学者。
- アドルフ・シュマル（1872年 - 1919年）自転車競技およびフェンシングの選手。
- ベルンハルト・ヘトガー（1874年 - 1949年）彫刻家。
- ベノ・エルカン（ドイツ語版、英語版）（1877年 - 1960年）彫刻家。
- マックス・ハインレ（ドイツ語版、英語版）（1882年 - 1924年）水泳選手。
- ヴィルヘルム・カナリス（1887年 - 1945年）ドイツ海軍大将。ヒトラー暗殺計画に関与したとして処刑された。
- フリードリヒ・ゴーガルテン（ドイツ語版、英語版）（1887年 - 1967年）ルター派神学者。
- マックス・シュルツェ＝ゼルデ（1887年 - 1967年）画家。
- ルートヴィッヒ・クリューヴェル（1892年 - 1958年）軍司令官。
- ヘレーネ・ゴットホルト（ドイツ語版、英語版）（1896年 - 1944年）反ナチス活動家。
- ヴィルヘルム・ヘックマン（ドイツ語版、英語版）（1897年 - 1995年）ミュージシャン。
- フリッツ・シュタインホフ（ドイツ語版、英語版）（1897年 - 1969年）政治家。第3代ノルトライン＝ヴェストファーレン州首相。
- パウル・オットー・ガイベル（1898年 - 1966年）軍人。親衛隊少将。
- ゲルタ・オーヴァーベック（1898年 - 1977年）画家。
- ヘレーネ・ヴェッセル（ドイツ語版、英語版）（1898年 - 1969年）政治家。
- ハインリヒ・ベッセラー（ドイツ語版、英語版）（1900年 - 1969年）音楽学者。
- ユリア・ヤンセン（ドイツ語版、英語版）（1900年 - 1982年）俳優。

### 20世紀

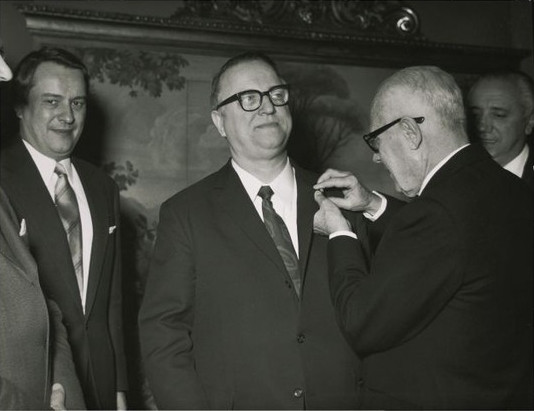
ヴァルター・ベーレント

#### 1901年から1920年
- フィータ・ベンクホフ（ドイツ語版、英語版）（1901年 - 1967年）俳優。
- ヴァルター・ディルクス（1901年 - 1991年）カトリック広報家、作家、ジャーナリスト。
- アンネリーゼ・クレッチュマー（ドイツ語版、英語版）（1903年 - 1987年）写真家。
- アレックス・メラー（ドイツ語版、英語版）（1903年 - 1985年）政治家。
- ルドルフ・プラッテ（ドイツ語版、英語版）（1904年 - 1984年）俳優。
- ハインツ・ラマーディング（1905年 - 1971年）エンジニア、軍人。親衛隊中将。
- ヴァルター・ブルーメ（1906年 - 1974年）軍人。親衛隊大佐。
- ヴァルター・ヘニッシュ（1906年 - 1938年）作家。共産主義者。スターリニズムの犠牲者。
- クルト・ブロッホ（1908年 - 1975年）ジュリスト、著述家。
- カール・シュメーデス（ドイツ語版、英語版）（1908年 - 1981年）ボクサー。
- ハインツ・フォーペル（ドイツ語版）（1908年 - 1959年）自転車競技選手。
- フリッツ・ヘンレ（ドイツ語版、英語版）（1909年 - 1993年）写真家。
- エーリヒ・メッツェ（ドイツ語版、英語版）（1909年 - 1952年）自転車競技選手。
- アウグスト・レンツ（ドイツ語版、英語版）（1910年 - 1988年）サッカー選手。
- エミール・カイェフスキ（ドイツ語版、英語版）（1911年 - 1989年）自転車競技選手。
- クリステル・ゴルツ（ドイツ語版、英語版）（1912年 - 2008年）ソプラノ歌手。
- エーリヒ・バウツ（ドイツ語版、英語版）（1913年 - 1986年）自転車競技選手。
- ヴェルナー・シュペックマン（1913年 - 2001年）チェス・プロブレム作家、弁護士。
- ヴァルター・ベーレント（1914年 - 1997年）政治家。欧州議会議長。
- アルブレヒト・ブランディ（1914年 - 1966年）軍人。Uボートのエース艦長。
- クルト・ゴルトシュタイン（ドイツ語版、英語版）（1914年 - 2007年）ジャーナリスト。
- ゲルトルーデ・ポッペルト（ドイツ語版）（1914年 - 1943年）ソビボル強制収容所収容者。
- ジャン・スネッラ（ドイツ語版、英語版）（1914年 - 1979年）サッカー選手、指導者。
- エルヴィン・コールント（ドイツ語版、英語版）（1915年 - 1992年）俳優、演出家。
- ヨハネス・ブラウン（1919年 - 2004年）司教。
- グスタフ・ゴッケ（1919年 - 2005年）レスラー。
- ゲルトルート・マイエン（ドイツ語版、英語版）（1919年 - 2012年）俳優、声優。

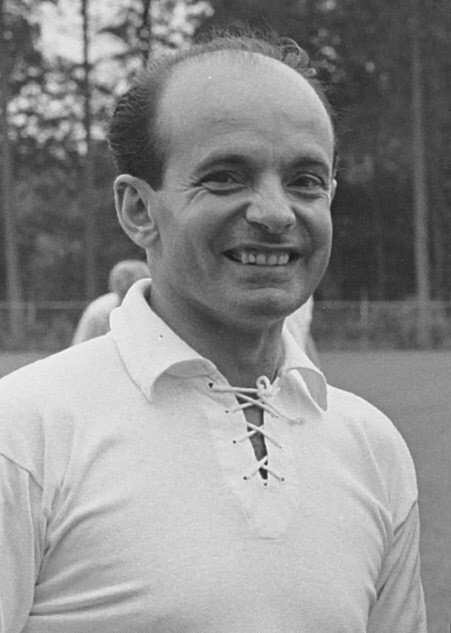
ディットマール・クラマー

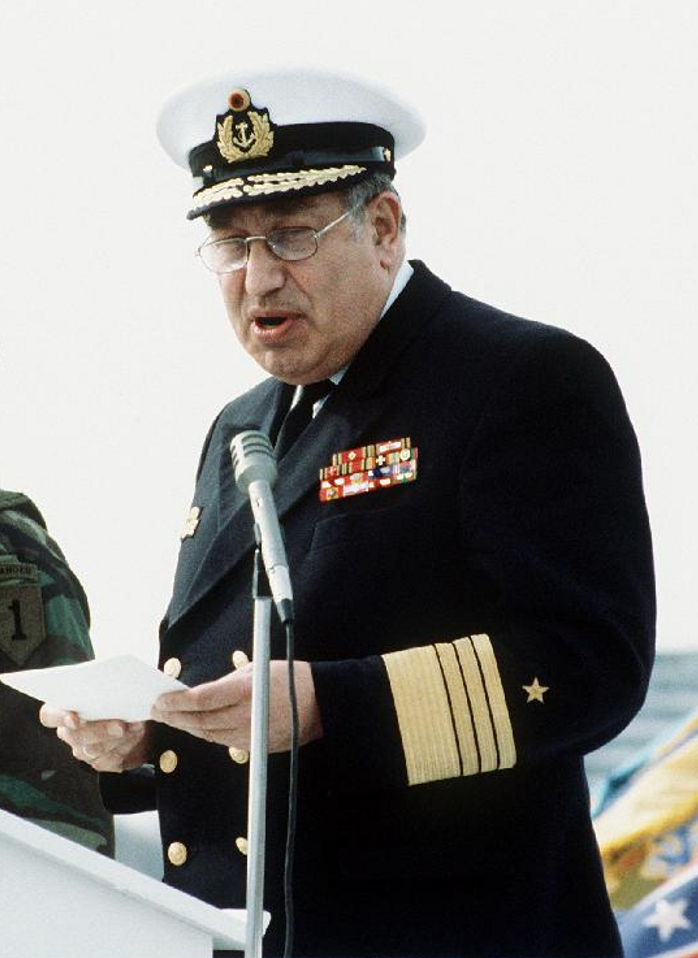
ディーター・ヴェラースホフ

- エーリヒ・シャンコ（ドイツ語版、英語版）（1919年 - 2005年）サッカー選手。
- ハインツ・シュタールシュミット（ドイツ語版、英語版）（1919年 - 2010年）ドイツ海軍下士官。爆発物およびその解除の専門家。

#### 1921年から1940年
- エドワード・アダムチク（ドイツ語版、英語版）（1921年 - 1993年）陸上競技選手、スポーツ教師。
- ウルリヒ・ベルガー（1921年 - 2003年）政治家。
- パウル・ファルク（1921年 - 2017年）フィギュアスケート選手。
- アルノルト・マルキス（ドイツ語版、英語版）（1921年 - 1990年）俳優、声優。
- リア・ファルク（1922年 - 1986年）フィギュアスケート選手。
- アントン・マッコヴィアク（1922年 - 2013年）レスラー。
- マルティン・オストヴァルト（ドイツ語版、英語版）（1922年 - 2010年）古典文献学者。
- ギゼラ・トローヴェ（ドイツ語版、英語版）（1922年 - 2010年）俳優、声優。
- アーダルベルト・ディックフート（1923年 - 1995年）体操競技選手。
- フランツ・クロフスキ（ドイツ語版、英語版）（1923年 - 2011年）作家。
- ラルフ・ベンディクス（ドイツ語版、英語版）（1924年 - 2014年）シュラーガー歌手、音楽プロデューサー、作曲家、作詞家。
- ハラルト・ヘックマン（1924年 - 2023年）音楽学者。
- デットマール・クラマー（1925年 - 2015年）サッカー選手、指導者。サッカー日本代表チーム監督。
- カール・ウェーバー（ドイツ語版、英語版）（1925年 - 2016年）演出家。
- クリスティアン・ハービヒト（ドイツ語版、英語版）（1926年 - 2018年）歴史家。古代ギリシア研究家、碑文研究家。
- マンフレート・メッサーシュミット（1926年 - 2022年）軍事史家、ジュリスト。
- エンゲルベルト・シュッキング（ドイツ語版、英語版）（1926年 - 2015年）理論物理学者、天文学者
- オットー・ルートヴィヒ・ランゲ（1927年 - 2017年）生物学者、植物学者。
- ヘルマン・ハイネマン（1928年 - 2005年）労働組合員、政治家。
- ハンス・ヴィルヘルム・シュスラー（1928年 - 2007年）通信工学研究家。
- ヘルムート・ブラハト（ドイツ語版、英語版）（1929年 - 2011年）サッカー選手、指導者。
- ペーター・リュームコルフ（ドイツ語版、英語版）（1929年 - 2008年）詩人、エッセイスト、パロディ作家
- ハンス＝ヨアヒム・ゲルベルク（ドイツ語版、英語版）（1930年 - 2020年）作家、児童文学作家。
- ヴィルヘルム・ブルクスミュラー（ドイツ語版、英語版）（1932年 - ）サッカー選手。
- スティーブ・シャーリー（1933年 - ）実業家、慈善家。
- ディーター・ヴェラースホフ（1933年 - 2005年）軍人。海軍大将。連邦軍総監（1986年 - 1991年）。
- ゲルハルト・キリアクス（ドイツ語版、英語版）（1934年 - 2008年）サッカー選手。
- ヘルムート・カピトゥルスキ（ドイツ語版、英語版）（1934年 - ）サッカー選手、指導者。
- マンフレート・ペルシュケ（ドイツ語版、英語版）（1934年 - ）陸上競技選手。
- エルガ・アンデルセン（1935年 - 1994年）俳優、歌手。
- エフロギオス・ヘスラー（ドイツ語版、英語版）（1935年 - 2019年）非正統派正教のアクイレイアおよび西ヨーロッパ府主教。
- アキ・シュミット（ドイツ語版、英語版）（1935年 - 2016年）サッカー選手、指導者。
- マルギット・シュラム（ドイツ語版、英語版）（1935年 - 1996年）ソプラノ歌手。
- ハンス・チルコフスキ（1935年 - 2020年）サッカー選手、指導者。
- イェルク・ヴィシュマイアー（ドイツ語版、英語版）（1935年 - 2012年）三段跳選手。
- ロタール・ガイスラー（ドイツ語版、英語版）（1936年 - 2019年）サッカー選手、指導者。
- カール＝ハインツ・マルセル（ドイツ語版、英語版）（1936年 - 1996年）トラックレース選手。
- ディーター・ケンパー（ドイツ語版、英語版）（1937年 - 2018年）自転車競技選手。
- ディートリヒ・メラー（1937年 - ）政治家。
- ユルゲン・ノイキルヒ（ドイツ語版、英語版）（1937年 - 1997年）数学者。
- ルッツ・ゲッシング（ドイツ語版、英語版）（1938年 - ）総合馬術選手。
- フリッツ・リッゲス（ドイツ語版、英語版）（1938年 - 1996年）総合馬術および障害飛越競技選手。
- デトレフ・レーヴェ（ドイツ語版、英語版）（1939年 - 2008年）カヌー選手。
- ユルゲン・シュッツ（ドイツ語版、英語版）（1939年 - 1995年）サッカー選手。
- ハンス・ゾーティン（1939年 - ）バス歌手。
- ロルフ・ミュラー（1940年 - 2015年）デザイナー。

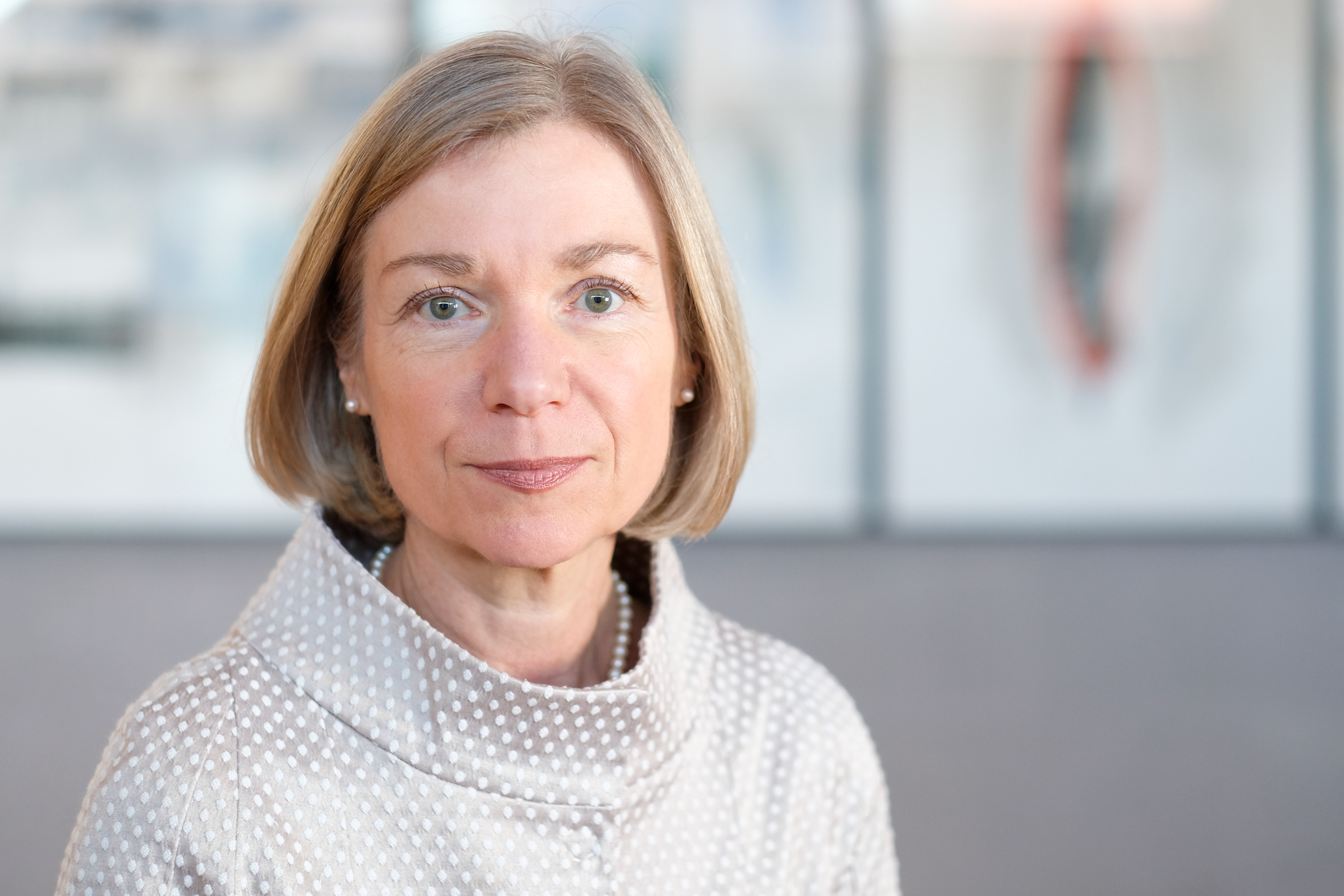
エリーザベト・ニッゲマン

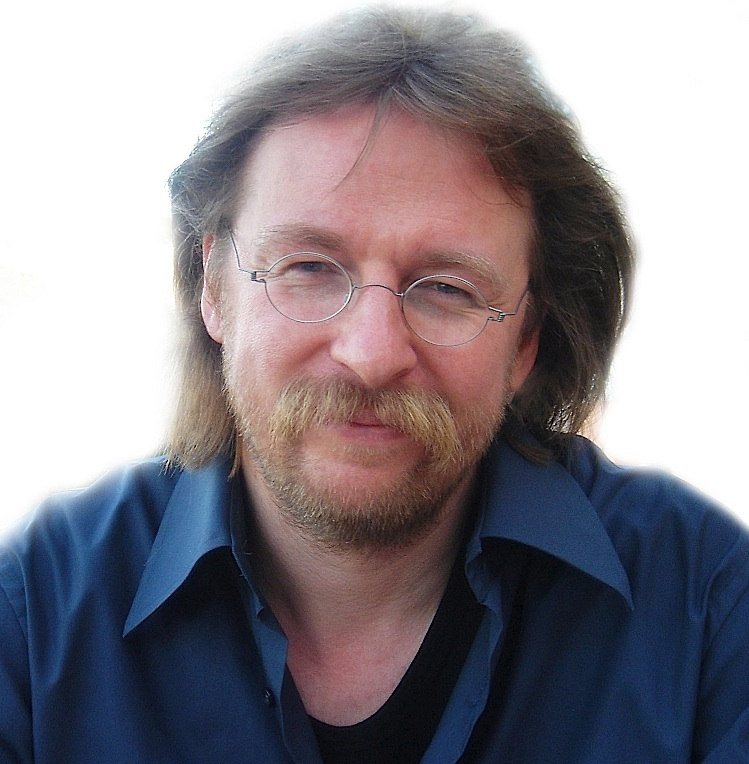
カイ・クラウゼ

- ノルベルト・タデウシュ（ドイツ語版、英語版）（1940年 - 2011年）画家。

#### 1941年から1960年
- ローター・エメリッヒ（1941年 - 2003年）サッカー選手、指導者。
- ディーター・フェンスケ（1942年 - ）化学者。
- クリスティーネ・ハイデッガー（ドイツ語版、英語版）（1942年 - 2021年）著述家。
- ディーター・クラート（ドイツ語版、英語版）（1942年 - 2017年）サッカー選手、指導者。
- ギュンター・コヴァレフスキ（1943年 - ）レスラー。
- ディーター・プファフ（ドイツ語版、英語版）（1947年 - 2013年）俳優、ディレクター。
- ラインベルト・エーファース（1949年 - ）ギタリスト、作曲家。
- ノルベルト・ティム（ドイツ語版、英語版）（1949年 - ）バスケットボール選手。
- ヴェルナー・ヴァイスト（ドイツ語版、英語版）（1949年 - 2019年）サッカー選手。
- アンネグレート・リヒター（1950年 - ）陸上競技選手。
- マルティン・シューマッハー（ドイツ語版、英語版）（1950年 - ）統計家。
- クラウス・ニーヅビーズ（1951年 - ）レーシングドライバー。
- ウルリヒ・アンドレアス・フォークト（1952年 - ）企業家、文化マネージャー。
- マルティン・キッペンベルガー（1953年 - 1997年）芸術家。
- ウラ・ブルヒャルト（1954年 - ）政治家。
- エリーザベト・ニッゲマン（ドイツ語版、英語版）（1954年 - ）生物学者、司書。ドイツ国立図書館総監督。
- ガブリエーレ・プロイス（ドイツ語版、英語版）（1954年 - ）政治家。
- クラウス・ゼグバース（ドイツ語版、英語版）（1954年 - ）政治学者。
- ミヒャエル・ヴュステンベルク（ドイツ語版、英語版）（1954年 - ）ローマ＝カトリック聖職者。南アフリカのアリワル名誉司教。
- マンフレート・クールバッハ（ドイツ語版、英語版）（1956年 - ）建設エンジニア。
- ズーザンネ・キッペンベルガー（1957年 - ）ジャーナリスト、著述家。
- カイ・クラウゼ（ドイツ語版、英語版）（1957年 - ）ソフトウェア開発者。
- ベルント・クラウス（ドイツ語版、英語版）（1957年 - ）サッカー選手、指導者。
- アヒム・ペータース（1957年 - ）内科医。
- FMアインハイト（ドイツ語版、英語版）（1958年 - ）ミュージシャン、音楽プロデューサー。
- トーマス・ハッペ（ドイツ語版、英語版）（1958年 - ）ハンドボール選手。
- アーミン・ゲルツ（ドイツ語版、英語版）（1959年 - ）サッカー選手。
- マティアス・ケーニヒ（ドイツ語版）（1959年 - ）カトリック聖職者。パーダーボルン大司教区の補佐司教。
- ダグマル・ルルツ（1959年 - ）フィギュアスケート選手。
- ゲラルト・メルケン（ドイツ語版、英語版）（1959年 - ）水泳選手。
- エックハルト・シュミットディール（ドイツ語版、英語版）（1960年 - ）チェスのグランドマスター。

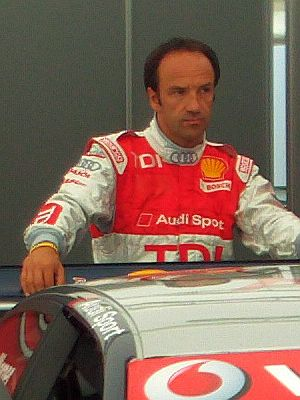
マルコ・ヴェルナー

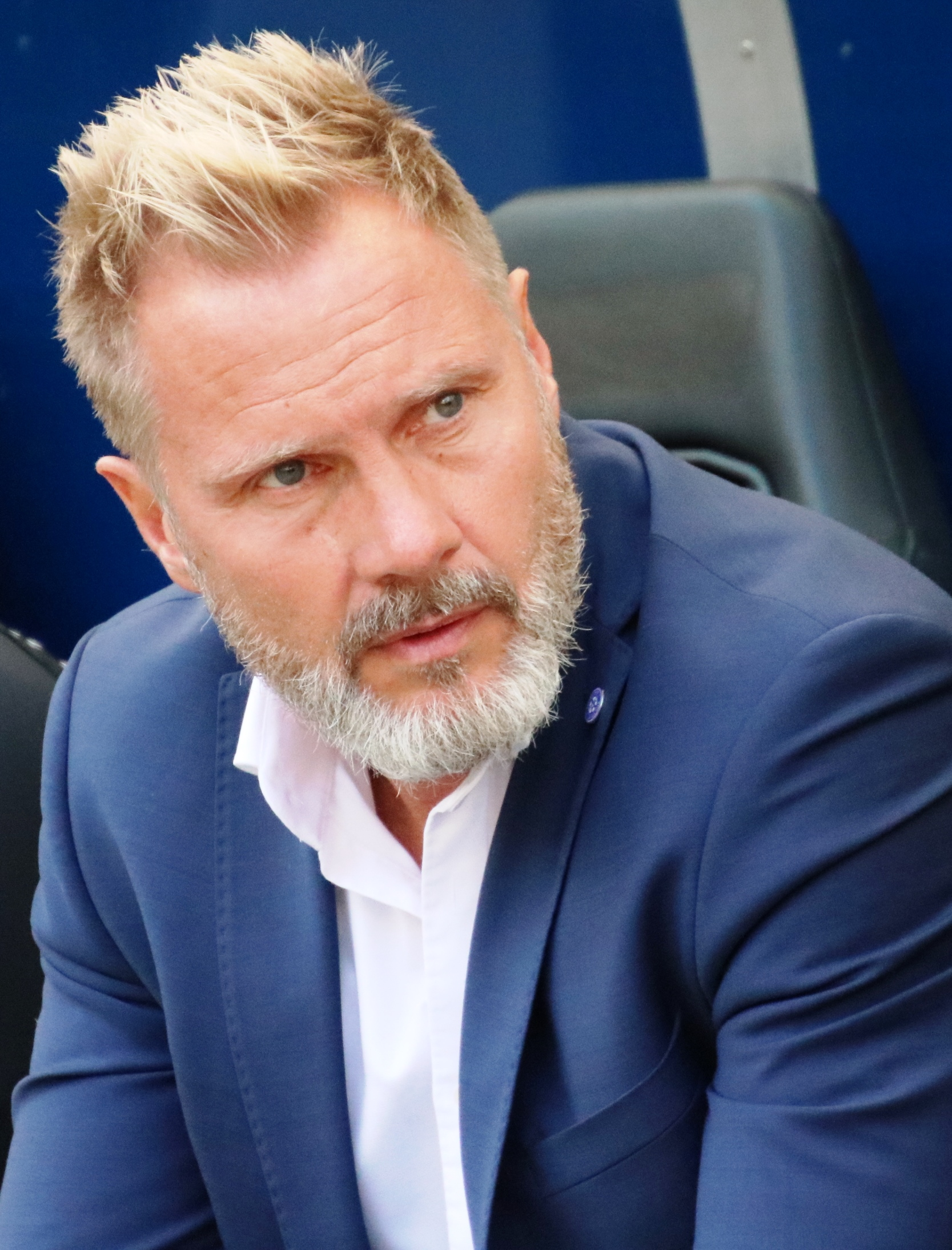
トルステン・フィンク

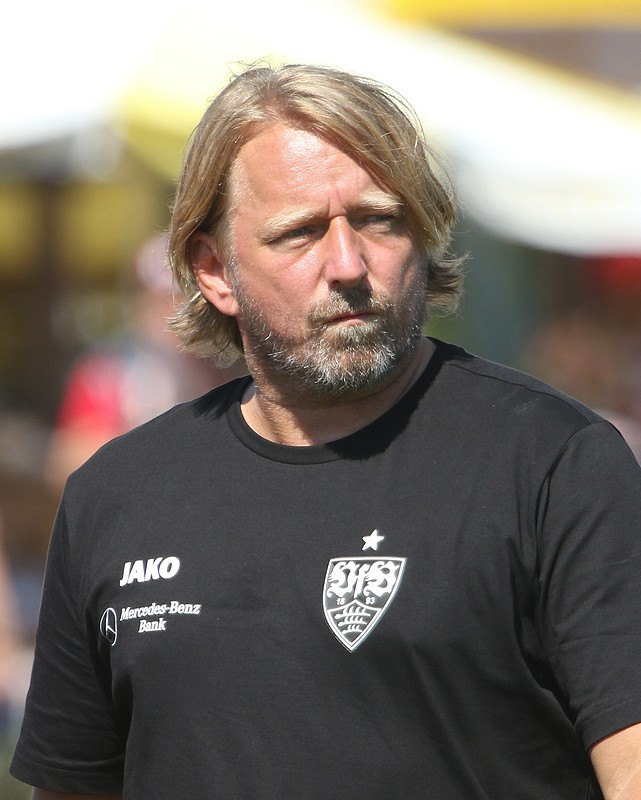
スヴェン・ミスリンタット

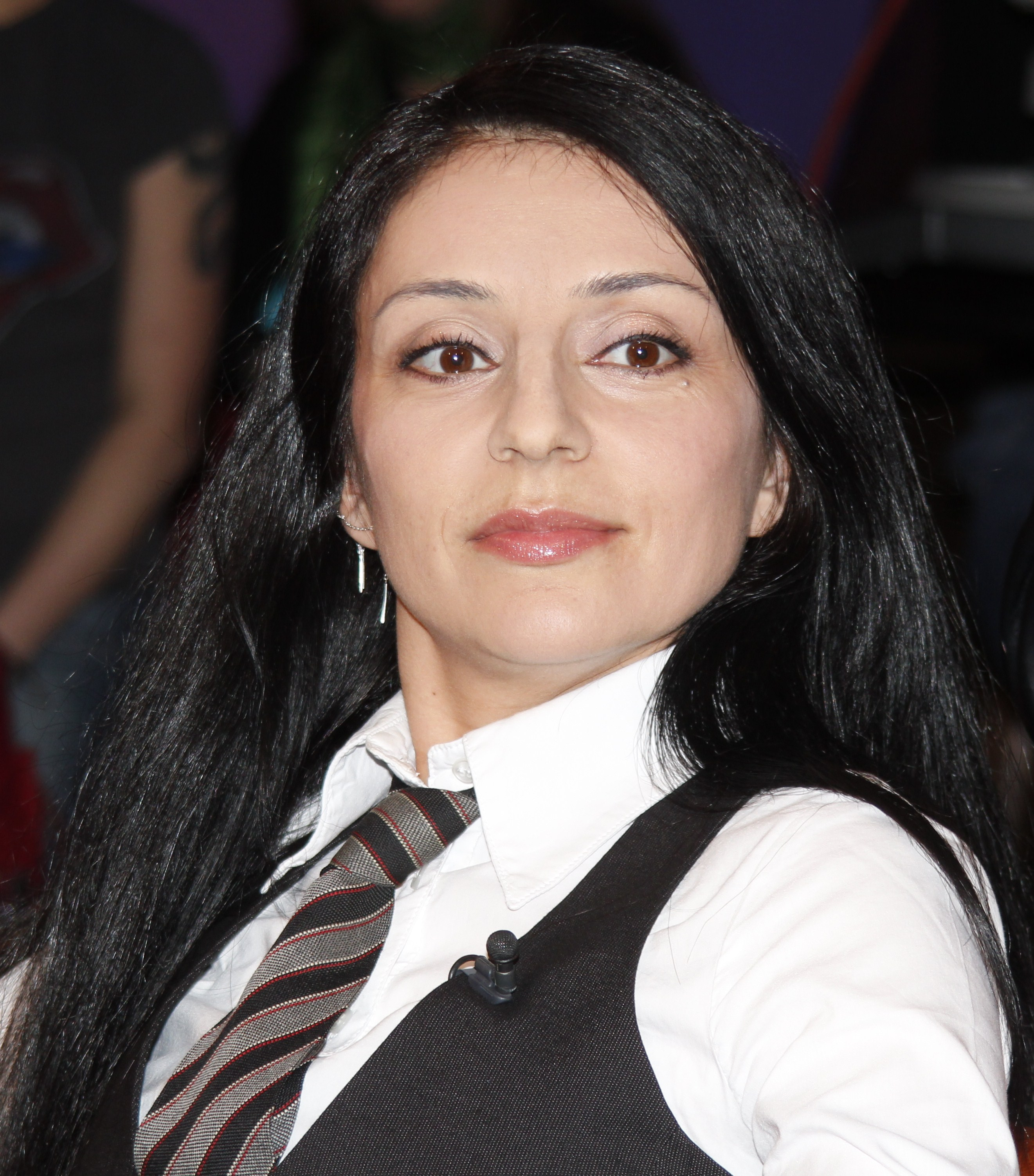
ヤセミン・サムデレリ

#### 1961年から1980年
- ディートマール・ベール（ドイツ語版、英語版）（1961年 - ）俳優。
- クリスティーナ・マイ（1961年 - ）長距離走選手。
- マルティン・ハーゼ（ドイツ語版、英語版）（1962年 - ）ロマンス語学者、言語学者。
- ノルベルト・ケスラウ（ドイツ語版、英語版）（1962年 - ）ボート競技選手。
- トルステン・レレンスマン（ドイツ語版、英語版）（1962年 - ）自転車競技選手。
- イェルク・ファイヒンガー（ドイツ語版、英語版）（1962年 - ）陸上競技選手。
- ミヒャエル・ツォルク（1962年 - ）サッカー選手。
- フィリップ・ボア（ドイツ語版、英語版）（1963年 - ）ミュージシャン。
- ラルフ・ローゼ（ドイツ語版、英語版）（1963年 - ）サッカー選手、指導者。
- ヨルグ・マイケル（1963年 - ）ドラマー。
- リヒャルト・ラトカ（1963年 - ）ハンドボール選手、指導者。
- マルティン・ザヴィージャ（ドイツ語版、英語版）（1963年 - ）重量挙げ選手。
- トーマス・ハイルマン（1964年 - ）政治家、企業家。
- イェルク・ヘルムダッハ（1964年 - ）レスラー。
- フランク・ヘンター（1964年 - ）水泳選手。
- ラルフ・フスマン（1964年 - ）脚本家、作家、プロデューサー。
- ツェルスティン・ペーターマン（ドイツ語版、英語版）（1964年 - ）ボート競技選手。
- シュテファン・ヴァルカラ（1964年 - ）セーリング競技選手。
- ハイコ・アントニーヴィチ（1965年 - ）料理人、料理本著者。
- コジマ・ダノリッツァー（1965年 - ）映画脚本家、映画プロデューサー。
- イェルク・シュプラーフェ（1965年 - ）ユーチューバー。
- テオ・ブレックマン（ドイツ語版、英語版）（1966年 - ）ジャズ歌手、作曲家。
- ウルリヒ・ヘッセ（1966年 - ）スポーツジャーナリスト、作家。
- ダニエル・ジンメス（ドイツ語版、英語版）（1966年 - ）サッカー選手、指導者。
- トーマス・シノフツィク（1966年 - ）音楽学者。
- マルコ・ヴェルナー（1966年 - ）レーシングドライバー。
- マルク・ヴィーゼ（ドイツ語版、英語版）（1966年 - ）ドキュメンタリー映画制作者、テレビジャーナリスト、ディレクター。
- トルステン・フィンク（1967年 - ）サッカー選手、指導者。
- オラフ・ヘンゼ（ドイツ語版、英語版）（1967年 - ）陸上競技選手。
- ペーター・ヨルダン（ドイツ語版、英語版）（1967年 - ）俳優。
- ミヒャエル・カウフ（ドイツ語版、英語版）（1967年 - ）政治家。
- オリバー・アイケルベルク（1968年 - ）医師、呼吸器学者。
- ディルク・アイツェルト（1968年 - ）サッカー選手、指導者。
- アンドレ・エルカウ（1968年 - ）演出家、脚本家。
- シュテファン・フェングラー（1968年 - ）サッカー選手。
- マリナ・キールマン（1968年 - ）フィギュアスケート選手。
- シュテファン・ローハー（ドイツ語版、英語版）（1968年 - ）ボート競技選手。
- フローリアン・シュヴァルトホフ（ドイツ語版、英語版）（1968年 - ）ハードル走選手。
- マティアス・・ウンゲマッハ（ドイツ語版、英語版）（1968年 - ）ボート競技選手。
- シュテファン・シュタインベック（1969年 - ）自転車競技選手。
- マルティン・ブレーマー（1970年 - ）陸上競技選手。
- ウーヴェ・グラウアー（ドイツ語版、英語版）（1970年 - ）サッカー選手、指導者。
- カルステン・コールハース（1970年 - ）ハンドボール選手、神経学者。
- マルコ・ビューロー（ドイツ語版、英語版）（1971年）政治家。
- ティム・グートベルレット（1971年 - ）サッカー選手。
- シュテファン・クロス（1971年 - ）サッカー選手。
- カルステン・コプス（ドイツ語版、英語版）（1971年 - ）ハンマー投選手。
- サシャ・レヴァンドフスキ（1971年 - 2016年）サッカー指導者。
- イザベル・シュナーベル（ドイツ語版、英語版）（1971年 - ）経済学者。
- スヴェン・ミスリンタット（1972年 - ）フットボールスカウト、スポーツディレクター。
- クリスティアン・ネルリンガー（1973年 - ）サッカー選手。
- ヤセミン・サムデレリ（1973年 - ）映画監督、脚本家。
- クリスティン・マイヤー（ドイツ語版、英語版）（1974年 - ）俳優。
- ビョルン・メーネルト（ドイツ語版、英語版）（1976年 - ）サッカー選手、指導者。
- ラース・リッケン（1976年 - ）サッカー選手。
- イェルク・ザウアーラント（ドイツ語版、英語版）（1976年 - ）サッカー選手。
- クリスティーナ・ベッカー（ドイツ語版、英語版）（1977年 - ）自転車競技選手。
- ネスリン・サムデレリ（1979年 - ）脚本家。

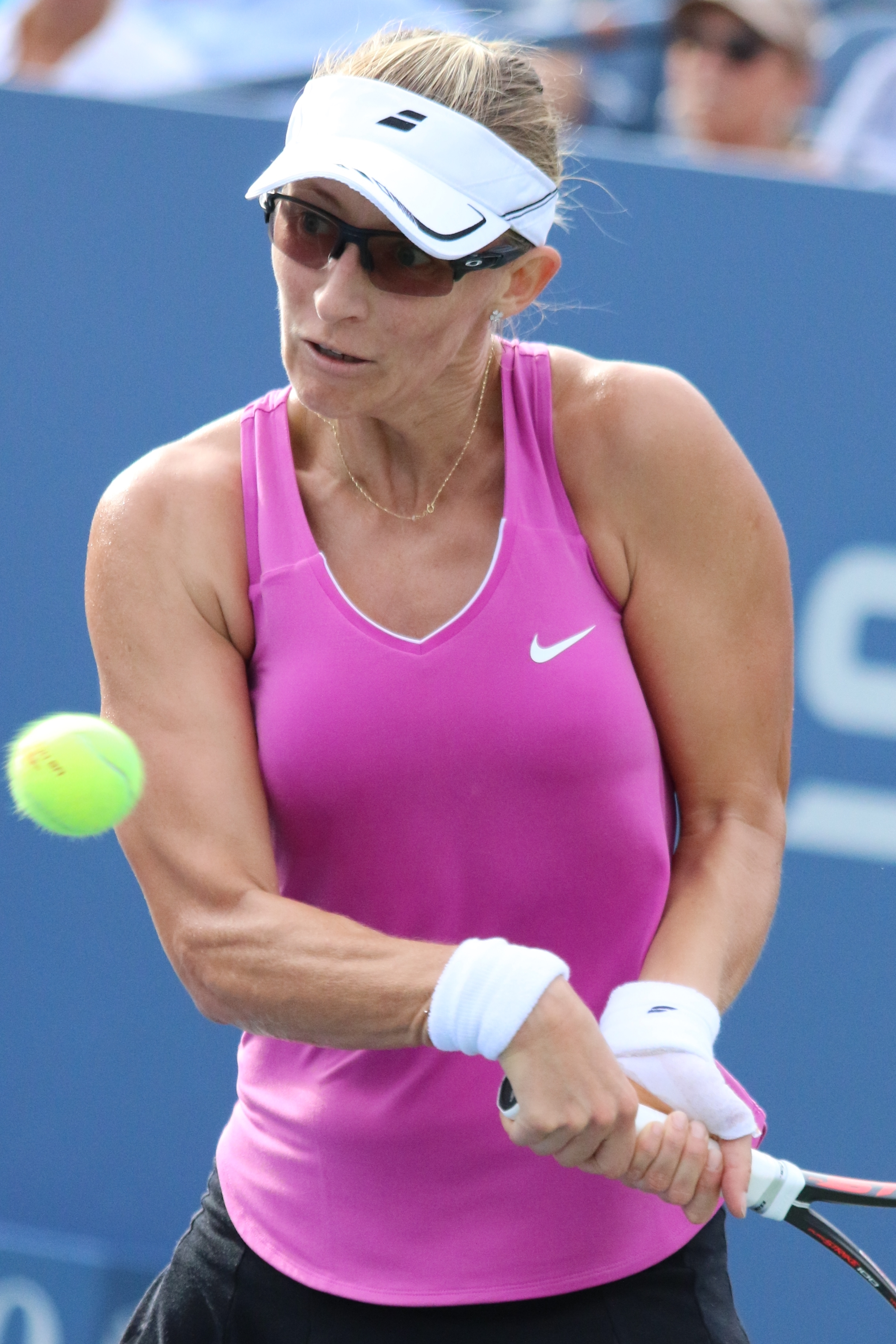
ミリヤナ・ルチッチ＝バロニ

#### 1981年から1990年
- ミリヤナ・ルチッチ＝バロニ（1982年 - ）テニス選手。
- マヌエル・ザラツィン（ドイツ語版、英語版）（1982年 - ）政治家。
- ダーフィト・ゾルガ（ドイツ語版、英語版）（1982年 - ）サッカー選手、指導者。
- バスティアン・シュヴィリムス（ドイツ語版、英語版）（1982年 - ）短距離走選手。
- パトリック・コールマン（ドイツ語版、英語版）（1983年 - ）サッカー選手、指導者。
- ユルゲン・ドゥアー（1985年 - ）サッカー選手。
- ダニエル・ゴードン（ドイツ語版、英語版）（1985年 - ）サッカー選手。
- マルク・ハイトマイアー（ドイツ語版、英語版）（1985年 - ）サッカー選手。
- ゾーニャ・シェーバー（1985年 - ）水泳選手。
- レナ・デュポン（ドイツ語版、英語版）（1986年 - ）政治家。
- マッシモ・オルナテッリ（ドイツ語版、英語版）（1986年 - ）サッカー選手。
- ヤシン・エズテキン（1987年 - ）サッカー選手。
- ザラ・シュトルク（ドイツ語版、英語版）（1987年 - ）俳優。
- ケヴィン・グロスクロイツ（1988年 - ）サッカー選手、指導者。
- ダニエラ・レーヴェンベルク（ドイツ語版、英語版）（1988年 - ）サッカー選手。
- フリーデリケ・リュッツ（ドイツ語版、英語版）（1988年 - ）ハンドボール選手。
- ケリム・アブジュ（ドイツ語版、英語版）（1989年 - ）サッカー選手。
- エルリーネ・ノルテ（ドイツ語版）（1989年 - ）ボブスレー選手。
- マルコ・ロイス（1989年 - ）サッカー選手。
- レーナ・ドーブラ（1990年 - ）シンガーソングライター。
- マルク・ホルンシュー（ドイツ語版、英語版）（1991年 - ）サッカー選手。
- マルコ・シュティーパーマン（1991年 - ）サッカー選手。
- クリストファー・ヴェーバー（ドイツ語版、英語版）（1991年 - ）ボブスレー選手。
- ユスティン・ヴォルフ（ドイツ語版、英語版）（1992年 - ）自転車競技選手。
- アレクサンドラ・ヘフゲン（1993年 - ）ボート競技選手。
- マーヴィン・ドゥクシュ（1994年 - ）サッカー選手。
- イザベル・ドレッシャー（1994年 - ）フィギュアスケート選手。
- ジャクリン・マイスナー（ドイツ語版、英語版）（1994年 - ）サッカー選手。
- リナ・マーグル（ドイツ語版、英語版）（1994年 - ）サッカー選手。
- オルカン・チュナル（ドイツ語版、英語版）（1996年 - ）サッカー選手。
- ティム・ヴィースナー（1996年 - ）サッカー選手。
- フェリックス・ゲッツェ（1998年 - ）サッカー選手。
- トビアス・ヴァルシェフスキ（1998年 - ）サッカー選手。

### 21世紀
- スヴェーニャ・ミュラー（2001年 - ）ビーチバレーボール選手。

## ゆかりの人物

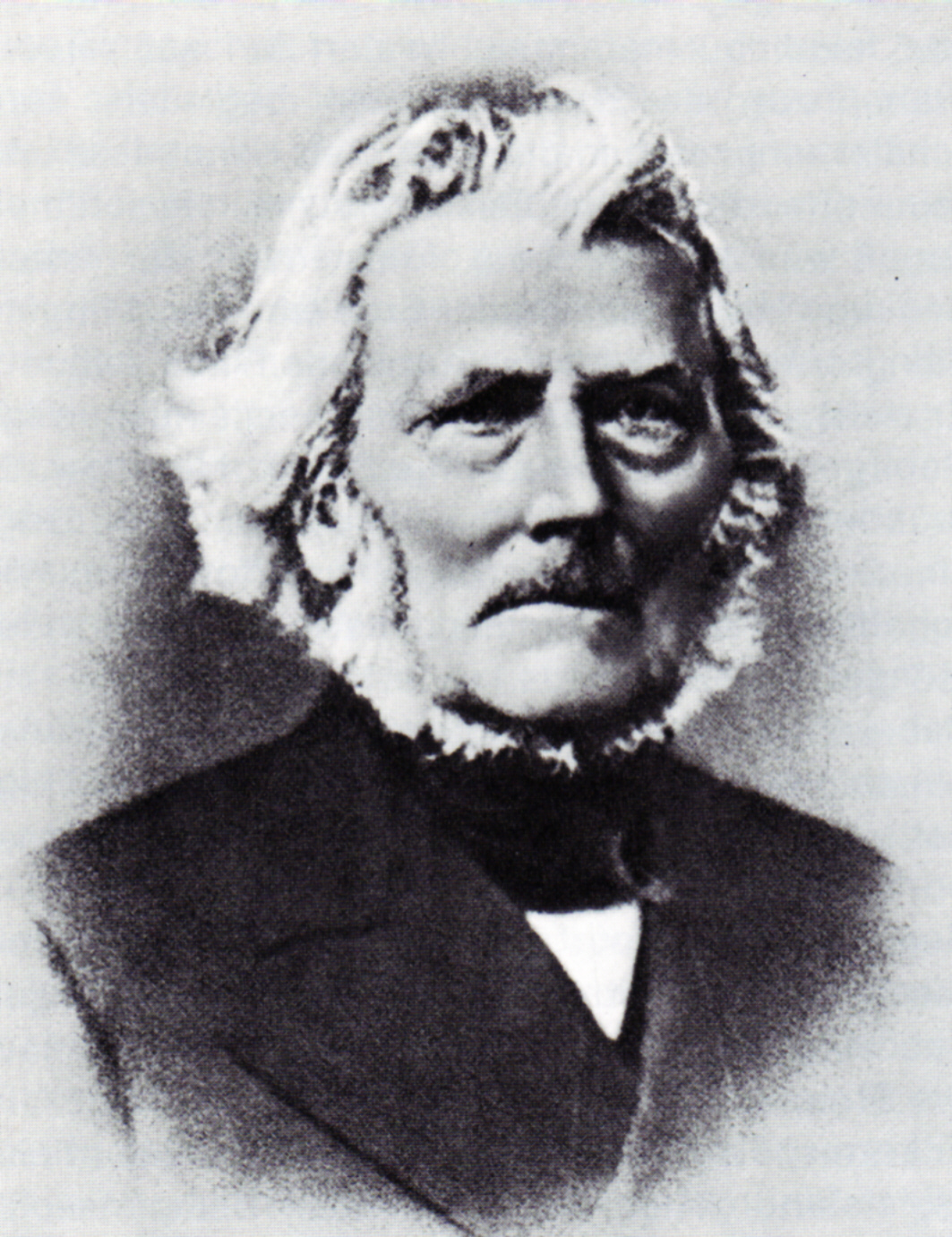
フリードリヒ・ハルクオルト

- エヴァルディ兄弟（ドイツ語版、英語版）（7世紀後半）イングランド出身の宣教師。ヴェストファーレンで布教活動を行い、ドルトムントで殉教した。
- デリック・バーゲルト（ドイツ語版、英語版）（1440年頃 - 1515年頃）画家。洗礼者聖ヨハネ教会の祭壇画を制作した。
- クリストフ・シャイプラー（ドイツ語版、英語版）（1589年 - 1653年）哲学者、ルター派神学者。1625年からドルトムントで活動し、この街で亡くなった。
- フリードリヒ・ハルクオルト（ドイツ語版、英語版）（1793年 - 1880年）産業革命初期の企業家、政治家。「ルール地方の父」と呼ばれる。
- ヘンリエッテ・ダーフィディス（ドイツ語版、英語版）（1801年 - 1876年）作家、料理本作者。1857年からドルトムントに住み、ここで亡くなった。ドルトムントの料理本博物館の中心は彼女の著作である。
- コンラート・ヘニッシュ（ドイツ語版、英語版）（1876年 - 1925年）ジャーナリスト、編集者、政治家。プロイセン自由州の文化大臣を務めた。一時期ドルトムントで出版業を行っていた。
- アルベルト・フェーグラー（ドイツ語版、英語版）（1877年 - 1945年）企業家、政治家。当時世界第2位の鉄鋼業者 Vereinigte Stahlwerke の総責任者を務めた。ドルトムンダー・ウニオーンからそのキャリアをスタートさせた。
- フェリックス・ヴォルフェス（ドイツ語版、英語版）（1892年 - 1971年）作曲家、指揮者、音楽教育家。1931年から1933年にナチスによって解任されるまでドルトムント市立劇場のオペラ監督を務めた。
- グスタフ・キリアン（ドイツ語版）（1907年 - 2000年）自転車競技選手。ドルトムントで亡くなった。2010年、ブラッケル地区の通りが、彼の名を冠して「グスタフ＝キリアン＝ヴェーク」と名付けられた。
- ヴィルヘルム・シュヒター（1911年 - 1974年）指揮者。1962年から1974年までドルトムント市フィルハーモニー管弦楽団（現在のドルトムント・フィルハーモニー）の音楽監督を務め、1966年にはオペラ歌劇場の芸術監督にも就任した。ドルトムントで亡くなった。
- ヴィリー・ダウメ（ドイツ語版）（1913年 - 1996年）バスケットボール選手、フィールドハンドボール選手、政治家。人生の大半をドルトムントで過ごした。
- Ēriks Koņeckis（1920年 - 2006年）アイスホッケー選手。1959年からドルトムントに移り、1963年まで TuSアイントラハト・ドルトムントの監督を務めた。ドルトムントで亡くなった。
- アルフレート・プライスラー（ドイツ語版、英語版）（1921年 - 2003年）サッカー選手。1945年から1950年、1952年から1959年にボルシア・ドルトムントに所属した。
- マックス・フォン・デア・グリューン（ドイツ語版、英語版）（1926年 - 2005年）作家。1963年から2005年に亡くなるまでドルトムントに住んで活動した。
- ハインリヒ・クヴィアトコフスキ（ドイツ語版、英語版）（1926年 - 2008年）サッカー選手。1952年から1966年までボルシア・ドルトムントに所属した。ドルトムントで亡くなった。
- ウルスラ・ハッペ（1926年 - 2021年）水泳選手。1956年メルボルンオリンピックの200m平泳ぎ金メダリスト。SVヴェストファーレン・ドルトムントに所属し、この街で亡くなった。
- Nahid Anahita Ratebzad（1931年 - 2014年）アフガニスタンの外交官、政治家。1980年から1981年までアフガニスタンの教育大臣を務めた。ドルトムントで亡くなった。
- ジークフリート・ヘルト（1942年 - ）サッカー選手。1965年から1971年および1977年から1979年にボルシア・ドルトムントに在籍した。
- ヘルムート・レラーガート（ドイツ語版、英語版）（1945年 - ）作家。ドルトムントで育った。
- アドルフ・ヴィンケルマン（ドイツ語版、英語版）（1946年 - ）映画監督、映画プロデューサー。ドルトムント専門単科大学デザイン学科で映画デザインの教授を務めている。
- ザビーネ・ダイトマー（ドイツ語版、英語版）（1947年 - 2020年）作家。1990年からドルトムントに住み、この街で亡くなった。
- ベルンハルト・ラプカイ（ドイツ語版、英語版）（1951年 - ）政治家。1994年から2014年まで欧州議会議員を務めた。1978年に SPDドルトムントの執行委員の1人となり、1991年から1999年まで代表を務めた。
- ヨーゼフ・H・ノイマン（1953年 - ）写真家。メディアデザイナー。ドルトムント専門単科大学で学び、ドルトムントにスタジオを構えた。
- ウヴェ・ローゼンベルク（1970年 - ）ボードゲームデザイナー。2011年末までドルトムントにアトリエを構えていた。
- ハネス・ヴォルフ（ドイツ語版、英語版）（1981年 - ）サッカー指導者。2006年から209年に ASC 09 ドルトムントでプレイイングトレーナーを務めた。その後、2009年から2016年までボルシア・ドルトムントの U19、U17、ボルシア・ドルトムントIIの監督を歴任した。2021年から2022年はドイツ代表 U19チーム、2022年から U20チームの監督を務めている。
- 香川真司（1989年 - ）サッカー選手。2010年から2012年および2014年から2019年にボルシア・ドルトムントに所属した。
- マリオ・ゲッツェ（1992年 - ）サッカー選手。2009年から2013年および2016年から2020年にボルシア・ドルトムントに所属した。

## 関連図書
- Hans Bohrmann, ed (1994). Biographien bedeutender Dortmunder. Menschen in, aus und für Dortmund. Dortmund: Ruhfus
- Rainer Wanzelius. 55 aus Dortmund. Portraits aus Kunst, Kultur & Medien (Harenberg Edition, Dortmund 1994–1999. Jahresgabe der Stadtsparkasse Dortmund mit jeweils 55 Porträts und Kurzbiografien)